# Xyris brachysepala
Xyris brachysepala är en gräsväxtart som beskrevs av Robert Kral. Xyris brachysepala ingår i släktet Xyris och familjen Xyridaceae. Inga underarter finns listade i Catalogue of Life.